# Trichrous lineolatus
Trichrous lineolatus là một loài bọ cánh cứng trong họ Cerambycidae.